# Geografia del Vietnam

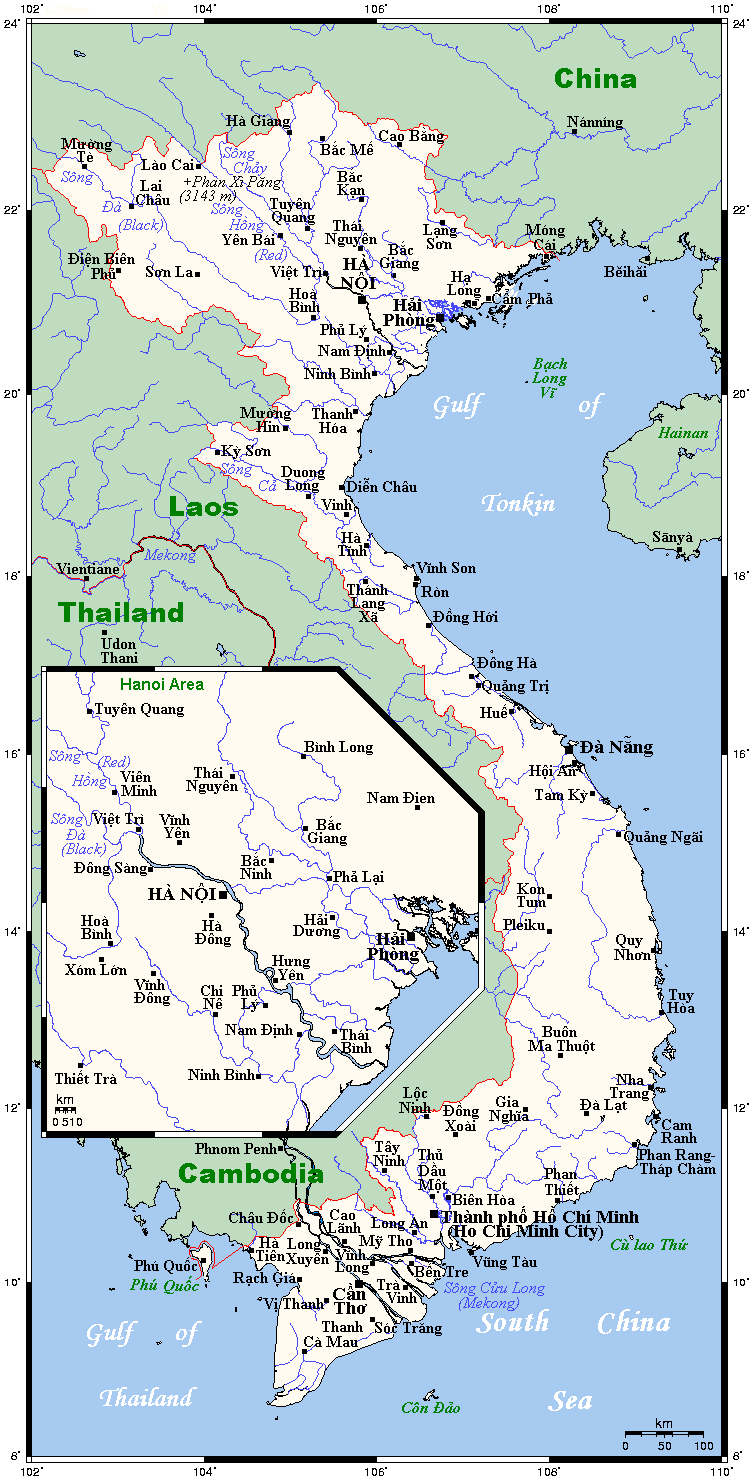
Città e cittadine del Vietnam.

Regioni del Vietnam.

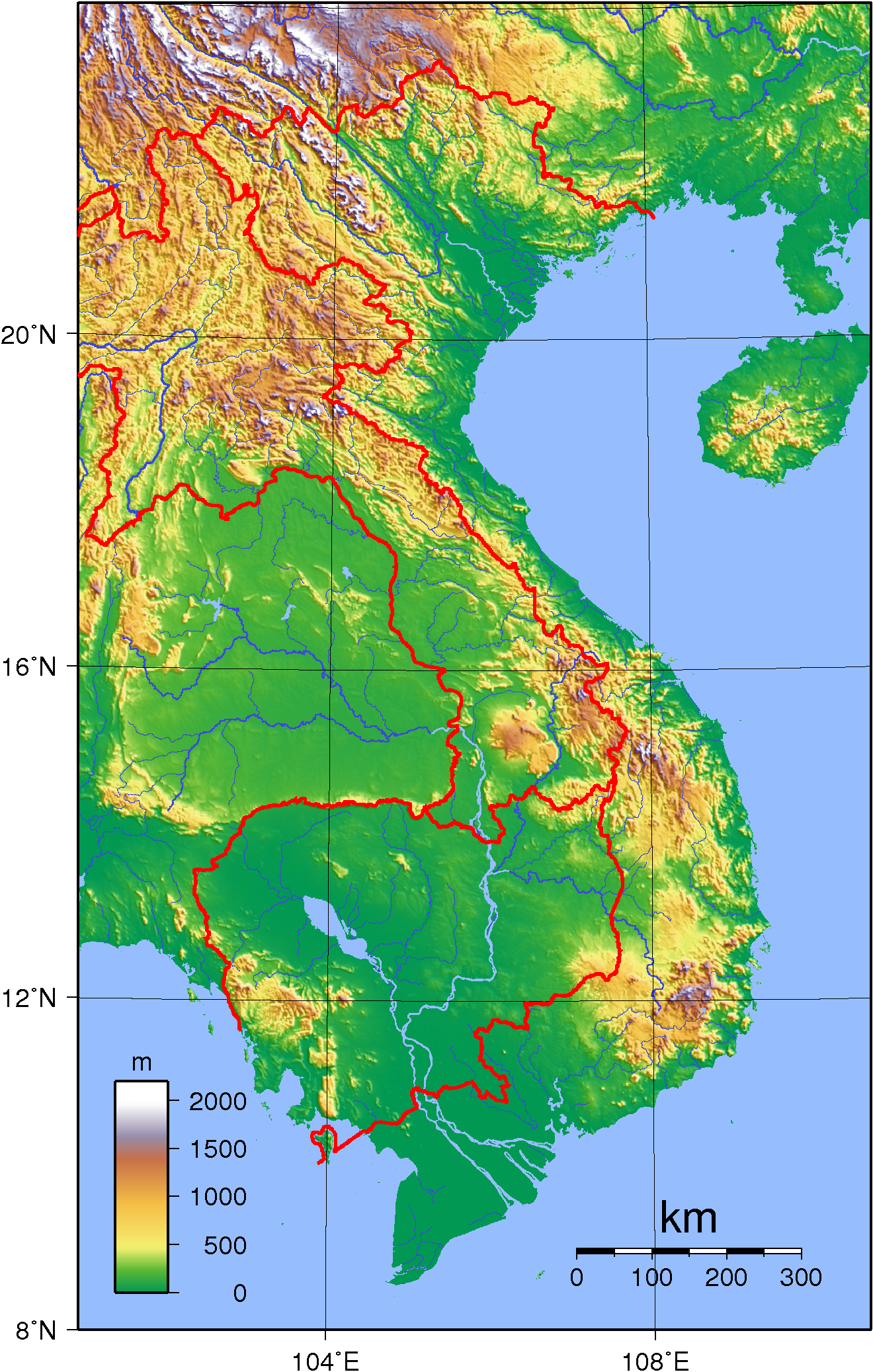
Carta topografica del Vietnam.

Il Vietnam è un paese che occupa la porzione orientale del Sud-est asiatico continentale. Con una superficie ed una configurazione simili a quelle della Norvegia, si estende per circa 1650 km da nord a sud e per circa 50 km da est ad ovest nel suo punto più stretto. Confina con la Cina a nord, con il mar Cinese Meridionale ad est e a sud, con il golfo del Siam a sud-ovest, e con la Cambogia ed il Laos ad ovest.

## Morfologia
Gli aspetti fisiografici principali del Vietnam sono la Cordigliera Annamita (in francese: Chaîne Annamitique; in vietnamita: Nui Truong Son), che si estende generalmente da nord-ovest a sud-est nel Vietnam centrale dominando l'interno del paese, e i due estesi delta alluvionali formati dal fiume Rosso (Hong) nel nord e dal fiume Mekong (Cuu Long) nel sud. Tra questi due delta si estende una lunga pianura costiera, relativamente sottile.
Da nord a sud le alture del Vietnam settentrionale possono essere suddivise in due distinte regioni - l'area a nord del fiume Rosso e il massiccio che si estende a sud del fiume Rosso fin nel vicino Laos. Il fiume Rosso forma una profonda vallata, relativamente ampia, che corre in direzione lineare nord-ovest/sud-est per gran parte del suo corso dal confine cinese fino al margine del suo delta. A nord del fiume Rosso il rilievo è modesto, e le zone più elevate si incontrano tra il fiume Rosso e il Lo (fiume Chiaro); tra Cao Bang e il mare è presente una depressione ben delineata. Nel delta del fiume Rosso e nelle vallate degli altri maggiori fiumi della regione si trovano larghe terrazze calcaree, estese pianure alluvionali e basse colline. La costa nord-orientale è costellata da centinaia di isole costituite per lo più da calcare.
Rispetto all'area a nord del fiume Rosso, il vasto massiccio che si estende verso sud-est entro i confini del Laos, fino al fiume Mekong, presenta altitudini relativamente maggiori. Tra i suoi soggetti topografici degni di nota figura il Fan Si Pan, che con i suoi 3143 m di altezza è la vetta più alta del Vietnam. A sud del fiume Nero (Da) si trovano gli altopiani di Ta P’ing, Son La e Moc Chau, separati da profonde vallate.
Nel Vietnam centrale la Cordigliera Annamita corre parallela alla costa, con alcuni picchi che si innalzano fin oltre i 1800 m. Alcuni dei suoi speroni giungono fino al mar Cinese Meridionale, formando sezioni della costa isolate l'una dall'altra. Le comunicazioni attraverso le catene centrali sono difficoltose. La porzione meridionale della Cordigliera Annamita presenta due regioni ben identificabili. Una consiste di altopiani di circa 520 m di altitudine che hanno sperimentato una scarsa erosione, come l'altopiano di Dac Lac nei pressi di Buon Me Thuot. La seconda regione è caratterizzata da altopiani pesantemente erosi: nelle vicinanze di Pleiku, l'altopiano di Kontum ha un'altitudine di circa 760 m; e nella regione di Da Lat l'altopiano di Di Linh si innalza a circa 1500 m.

## Idrografia
Di forma approssimativamente triangolare, con i suoi lati nord-orientale e sud-occidentale contornati dalle alture settentrionali, il delta del fiume Rosso si estende nell'interno per circa 240 km e corre per circa 120 km lungo il golfo del Tonchino. Il delta può essere suddiviso in quattro sub-regioni. La sezione nord-occidentale possiede i terreni più elevati e maggiormente erosi, e i suoi estesi argini naturali sono di invito all'insediamento nonostante le frequenti inondazioni. La pianeggiante porzione orientale giace a meno di due metri sul livello del mare nelle vicinanze di Bac Ninh. Qui i fiumi formano piccole vallate solo leggermente più basse rispetto al livello generale della superficie, che di conseguenza sono soggette alle inondazioni provocate dalle maree straordinariamente alte. La terza e la quarta sub-regione consistono, rispettivamente, nelle pianure scarsamente drenate a ovest e nella regione costiera, che è contrassegnata da ciò che resta degli antichi cordoni litoranei che si sono creati man mano che il delta è andato ampliandosi.
La Cordigliera Annamita forma uno spartiacque: i fiumi a est di essa si gettano nel mar Cinese Meridionale, mentre quelli a ovest vanno a confluire nel fiume Mekong. A sud della catena montuosa vi è una regione terrazzata che lascia il posto al delta del Mekong. La regione terrazzata comprende le pianure alluvionali lungo i fiumi Saigon e Dong Nai. Le basseterre del Vietnam meridionale sono dominate da pianure alluvionali, la più estesa delle quali è quella costituita dal delta del Mekong, che nel Vietnam ricopre un'area di 39.900 km². Pianure deltizie più piccole sono presenti anche lungo la costa centro-meridionale che dà sul mar Cinese Meridionale.

## Suoli

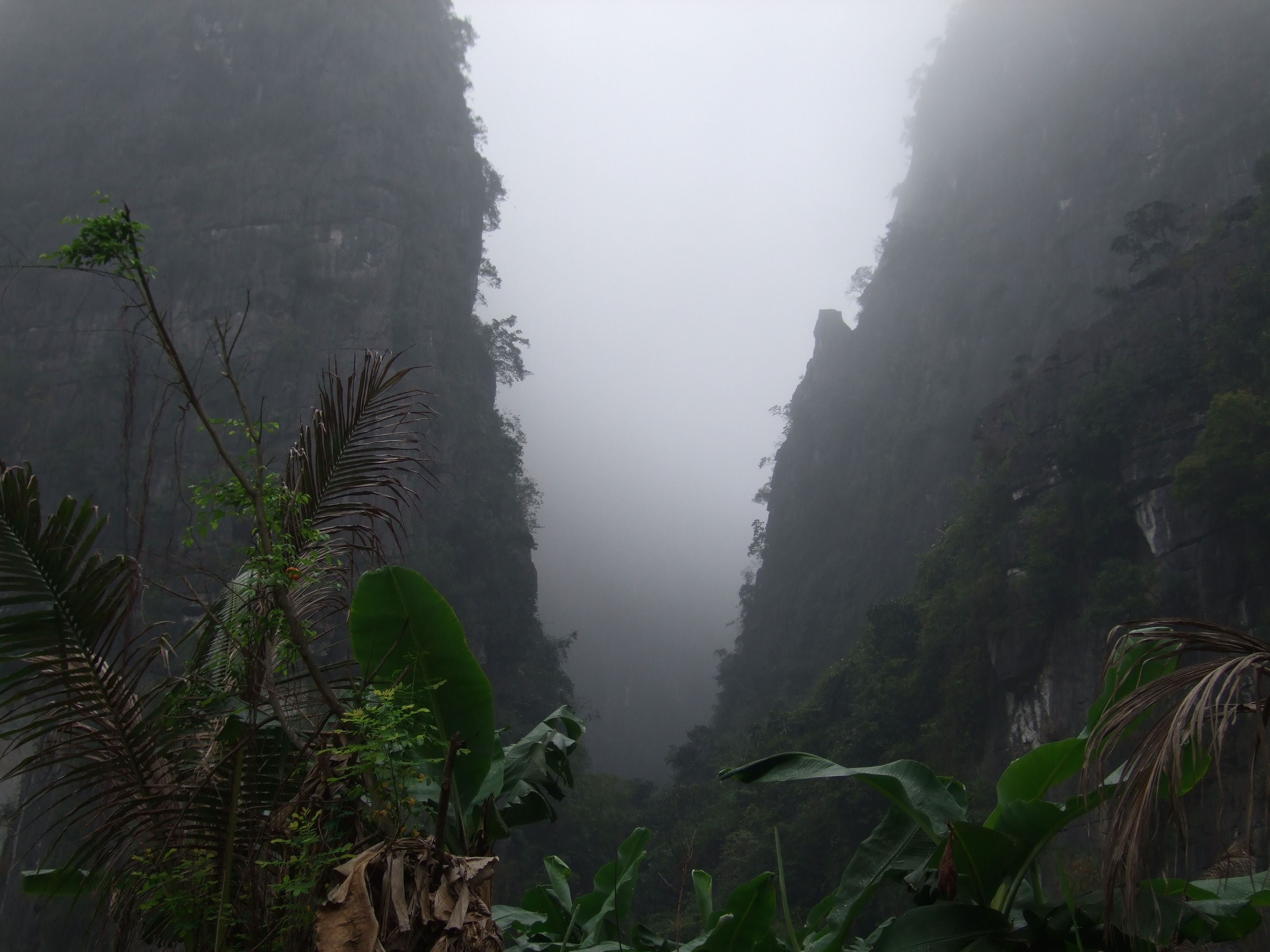
Una vallata nel nord.

Nel Vietnam settentrionale le pesanti piogge monsoniche dilavano via il ricco humus dagli altopiani, lasciando esposti l'allumina e gli ossidi di ferro, che si dissolvono lentamente, che danno al suolo il suo caratteristico colore rossastro. I suoli del delta del fiume Rosso sono variabili: alcuni sono fertili e adatti alla coltivazione intensiva, mentre altri sono privi di basi solubili. Tuttavia, i suoli del delta sono facilmente lavorabili. La costruzione di argini sul fiume Rosso per prevenire le inondazioni ha privato i campi di riso del delta dei fertili sedimenti che ricevevano un tempo, e si è rivelato quindi necessario l'utilizzo di fertilizzanti chimici.
Nel paese sono presenti circa due dozzine di tipi diversi di suolo, ma alcuni tipi predominano sugli altri. Tra questi vi sono suoli podzolici (suoli che sono stati pesantemente dilavati nei loro strati superficiali, con un conseguente accumulo di materiali negli strati inferiori) rossi e gialli, che occupano quasi la metà della superficie del paese, e suoli lateritici (bruno rossastri, suoli tropicali dilavati), che costituiscono più di un altro decimo del territorio. Questi tipi di suolo dominano negli altopiani centrali.
I suoli alluvionali costituiscono circa un quarto del territorio nel sud del paese e sono concentrati nel delta del Mekong, sotto forma di torba e muck. Suoli podzolici grigi si rinvengono in alcune zone degli altopiani centrali e sulle vecchie terrazze lungo il Mekong, mentre regur (fertili suoli argillosi neri) e suoli lateritici sono presenti sia negli altopiani centrali che nella zona delle terrazze. Lungo la costa del Vietnam centrale vi sono regosol (soffici suoli in via di formazione) e suoli bruni non calcifici.

## Clima

Mappa climatica del Vietnam.

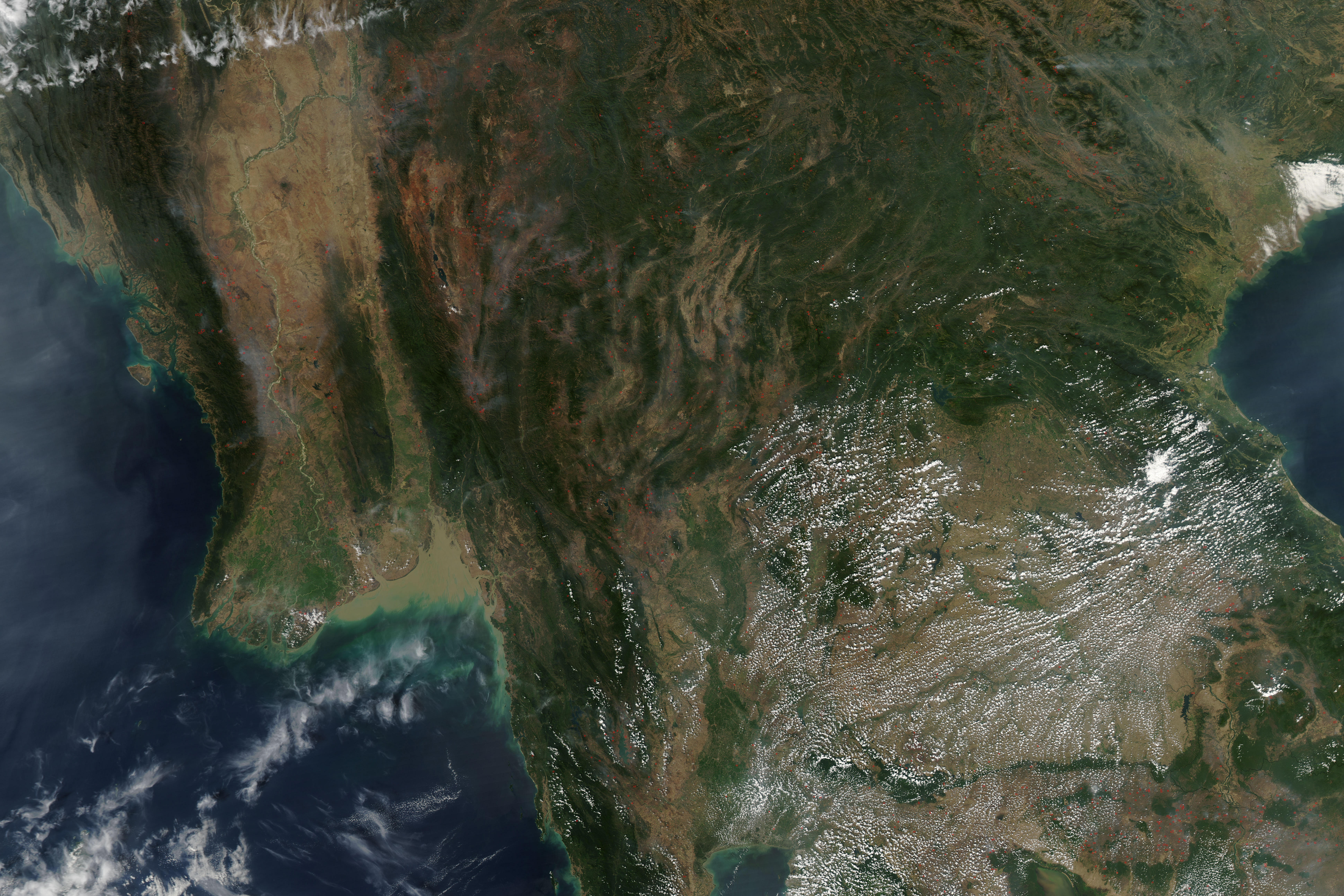
Centinaia di incendi lungo le colline e le vallate di Birmania, Thailandia, Laos e Vietnam (marcati con puntini rossi).

Il Vietnam settentrionale ha un clima subtropicale mentre le regioni centrali e meridionali hanno climi tropicali. A gennaio, il mese più freddo dell'anno, Hanoi ha una temperatura media di 17 °C, contro una temperatura annuale media di 23 °C. Più a sud, la temperatura annuale media di Hue è di 25 °C e di Ho Chi Minh City di 27 °C; a Da Lat, città dell'altopiano, essa scende a 21 °C. La stagione invernale nel Vietnam settentrionale dura da novembre ad aprile; dai primi di febbraio alla fine di marzo cade una pioggerella persistente, e marzo ed aprile vengono talvolta considerati come un periodo di transizione. L'estate nel Vietnam settentrionale dura da aprile o maggio ad ottobre ed è caratterizzata da caldo afoso, pesanti piogge e occasionali tifoni. Nel Vietnam centrale e meridionale il monsone di sud-ovest, che spira tra giugno e novembre, porta piogge e tifoni sui versanti orientali delle montagne e sulle pianure. Il periodo tra dicembre ed aprile è più asciutto ed è caratterizzato dai venti del monsone di nord-est e, nel sud, da temperature elevate.

## Flora e fauna
La vegetazione del Vietnam è ricca e diversificata, in quanto riflette la grande varietà di climi, paesaggi e suoli del paese e gli effetti più o meno evidenti del popolamento umano. Le foreste del Vietnam possono essere suddivise in due ampie categorie: foreste sempreverdi, tra cui quelle di conifere, e foreste decidue. Nel paese vi sono oltre 1500 specie di piante d'alto fusto, dalle essenze dure di importanza commerciale, quali ebano e teak, a palme, mangrovie e bambù. Vi sono inoltre numerose specie di rampicanti (liane) e piante erbacee. In tutto, foreste fitte e aperte, savane, boscaglie e bambù coprono circa metà della superficie totale del paese.
Nella maggior parte del paese le foreste sono miste, e all'interno di una determinata area si rinviene una grande varietà di specie. Le foreste pluviali sono relativamente poco estese, così come le formazioni costituite da un'unica specie. Tra queste ultime figurano le pinete - costituite da alberi di Pinus khasya, con aghi in mazzetti di tre, e di P. merkusii, con aghi in mazzetti di due, che crescono sulle alture - e le formazioni di mangrovie delle aree costiere. Nelle regioni montuose crescono specie subtropicali di generi quali Quercus (quercia), Castanopsis, Pinus (pino) e Podocarpus. Boscaglie, bambù, erbacce ed erbe alte invadono le aree disboscate e crescono intorno agli insediamenti e lungo le arterie autostradali e ferroviarie. Tra le aree disboscate e le foreste delle alture si sviluppano altri tipi di foreste miste.
Una vasta area della foresta degli altopiani centrali è fitta e ricca di latifoglie sempreverdi e semi-sempreverdi, alcune delle quali forniscono legni molto pregiati. Alcuni tratti di questa regione sono ancora costituiti da foreste vergini (primarie). Altri tipi di foresta ivi presenti sono foreste secondarie; foreste aperte, dove crescono generalmente alberi della famiglia Dipterocarpaceae e specie del genere Lagerstroemia (mirto crespo); foreste di mangrovie; e distese spoglie di dune di sabbia ove allignano eucalipti, piccoli alberi decidui e spinosi e specie di piante da fiore del genere Casuarina. L'erba del sangue giapponese (Imperata cylindrica) si rinviene con frequenza nelle foreste aperte, e una vegetazione a savana occupa vaste aree in passato ricoperte da foreste. Distese erbose e paludi di carici sono caratteristiche della pianura di Thap Muoi (Piana dei Giunchi), una depressione nel delta del Mekong.
Durante la guerra del Vietnam, l'esercito statunitense impiegò erbicidi (Agente Arancio) per defoliare vaste aree di foresta del Vietnam meridionale. La maggior parte di queste foreste si sono rigenerate, ma i programmi di reinsediamento e il disboscamento illegale sembrano aver creato danni più permanenti.
Gli animali domestici più comuni in Vietnam sono bufali d'acqua, bovini, cani, gatti, maiali, capre, anatre e polli. Tra le specie selvatiche presenti sugli altopiani centrali figurano elefanti e tapiri; i rinoceronti di Sumatra, ritenuti estinti a partire dagli anni '60, furono nuovamente avvistati negli anni '90. Nelle foreste vivono anche grandi felini, come tigri, leopardi e leopardi delle nevi; alcuni tipi di bovini selvatici, tra cui gaur e kouprey; e vari tipi di orsi, tra cui gli orsi dal collare e gli orsi malesi. I cervi sono molto numerosi: tra di essi ricordiamo il piccolo mosco e il muntjac. Altri animali selvatici comuni sono i cinghiali, i porcospini, gli sciacalli, le lontre, le manguste, le lepri, le puzzole e gli scoiattoli, compresi gli scoiattoli volanti.
Sono inoltre presenti piccoli felini, binturong e civette delle palme. Primati quali langur, macachi, gibboni e scimmie rhesus vivono nelle foreste. Tre specie di ungulati - il saola, il muntjac gigante e il muntjac del Truong Son - sono state scoperte solamente negli anni '90. I coccodrilli sono presenti sulle rive di alcuni laghi e lungo le sponde dei fiumi; tra gli altri rettili ricordiamo alcuni tipi di lucertole, pitoni e cobra. Dell'enorme varietà di uccelli terrestri e acquatici, circa 600 specie sono state identificate nel solo Vietnam meridionale.